# Maison d'Ochsenstein
Pour les articles homonymes, voir Château d'Ochsenstein.
La maison d'Ochsenstein est une importante maison de l'Alsace médiévale. Son influence fluctua entre le XIIe et le XVe siècle en suivant celle de la Maison des Habsbourg avec laquelle les Ochstenstein étaient étroitement liés. La seigneurie des Ochstenstein est située à l'origine près de Saverne, dans le Bas-Rhin, aux alentours du château d'Ochsenstein.

## Historique

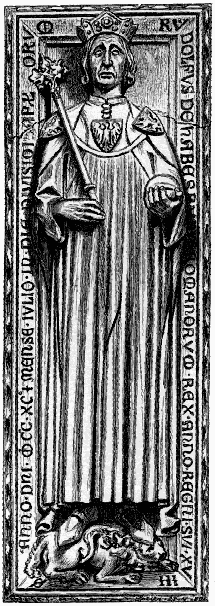
Gisant de Rodolphe de Habsbourg

### Origine
L’origine des Ochsenstein est sujette à plusieurs interprétations. D’après Johann Lehmann, ils seraient liés aux comtes de Sarrebrück et de Werde,. Plus récemment, et de manière plus vraisemblable, Bernhard Metz a avancé qu’il s’agirait plutôt d’une branche cadette des Geroldseck-ès-Vosges, Burkhard de Geroldseck et Burkhard d’Ochsenstein étant ainsi la même personne. Selon ce schéma, la seigneurie d’Ochsenstein aurait alors été constituée en prélevant des terres sur la marche de Marmoutier,.
La première mention d'un seigneur d’Ochsenstein date de 1187 : Burkhard d'Ochsenstein signe une charte de Frédéric Barberousse confirmant à l'abbaye de Koenigsbrück ses possessions ; il est par ailleurs à cette date élevé au rang de comte. Après sa mort à une date indéterminée, son successeur est son frère, Othon Ier, qui est également landvogt d’Alsace en 1212 et décède vers 1217. Othon est également le premier à être mentionné comme propriétaire du château d’Ochsenstein, dont il est probablement le commanditaire.
Des six enfants d’Othon, deux, Berthold et Henri, occupent des fonctions importantes au sein du chapitre de Strasbourg et sa fille Adélaïde épouse Bernard de Scharrach, ministériel d’Erstein. Les trois autres garçons, Othon II, né avant 1217, Eberhard et Conrad, se partagent la seigneurie : le premier reçoit le titre et le château d’Ochsenstein, le second le château du Petit Ochsenstein et le troisième celui du Greifenstein. Ce dernier reviendra plus tard à Eberhard, qui fondera alors la dynastie des Greifenstein.

### Alliance avec les Habsbourg
Otton III épouse vers 1243 Cunégonde de Habsbourg, sœur de Rodolphe de Habsbourg qui sera élu à la tête du Saint-Empire romain germanique le 1er octobre 1273, puis sacré Roi des Romains le 24 octobre de la même année. Les Ochsenstein acquièrent alors une grande influence, obtenant des titres clés et s’alliant par mariage aux grandes familles alsaciennes. Ainsi, Adélaïde, fille d'Otton III et de Cunégonde, épouse Bertold II de Strassberg puis Rodolphe II de Bade-Bade, tandis que leur fils Jean devient évêque coadjuteur de Strasbourg et que Otton IV épouse Cunégonde de Lichtenberg. 
Fidèle à son alliance avec les Habsbourg, Otton III participe à la bataille de Hausbergen dans le camp impérial et strasbourgeois. Après avoir hérité, son fils Otton IV est nommé landvogt impérial d'Alsace et de Brisgau en 1280. Il réside alors à ce titre au palais impérial de Haguenau, dont il est chassé en 1285 par les habitants pour avoir été trop expéditif avec eux.

### Otton IV et le conflit entre les Habsbourg et Adolphe de Nassau
Otton IV poursuit dans un premier temps sur la lancée familiale, en participant aux campagnes militaires de Rodolphe de Habsbourg, qui le nomme landvogt d’Alsace en 1280. À la mort de Rodolphe de Habsbourg en 1291, Otton IV ne soutient pas l'élection de son cousin germain Albert de Habsbourg mais celle d'Adolphe de Nassau qui, une fois élu, le maintient dans sa charge de Landvogt d'Alsace. Otton s'oppose ainsi contre toute attente aux Habsbourg et prend part au siège du château de l'Ortenbourg, construisant le château de Ramstein. Otton change ensuite de camp et pour rejoindre à nouveau celui des Habsbourg. Il est immédiatement destitué par Adolphe de Nassau qui nomme alors Théobald de Ferrette Landvogt d'Alsace[réf. nécessaire]. Le 2 juillet 1298, la bataille de Gölheim voit s'opposer les armées des rois Adolphe de Nassau et Albert de Habsbourg. Otton IV y participe aux côtés de ce dernier et y perd la vie.

### Luttes d'influence
Otton V succède à son père et obtient la charge de Landvogt, mais seulement pour la proche Ortenau et non pour toute l'Alsace. Lorsque Albert Ier de Habsbourg est assassiné en 1308, les Ochsenstein perdent leur influence et leurs charges royales. Ils les retrouvent néanmoins en 1315 lorsque les Habsbourg reviennent au pouvoir (roi Frédéric III le Bel et son frère Léopold). Otton, nommé Landvogt d'Alsace et du Speyergau (en), devient également avoué de l'abbaye d'Alspach et reçoit en engagère la prévôté impériale d'Obernai. Il meurt le 19 octobre 1327 et est enterré à l'abbaye de Neubourg.
Otton VI lui succède. Il est nommé Ünterlandvogt. Il a trois fils, Otton VII, Jean et Rodolphe, et une fille, Adélaïde (future comtesse de Tübingen). À la suite de la mort de Jean II de Lichtenberg, Jean convoite en 1370 le poste d'évêque, mais il est en concurrence avec Jean de Kyburg qui l'enlève et l'enferme dans son château de Windeck en Forêt-Noire. Il faudra que le Windeck soit assiégé (notamment par la ville de Strasbourg) pour que Jean soit libéré. Celui-ci ne deviendra pas évêque, mais grand-prévôt du chapitre de Strasbourg, et il mourra en 1386 à la bataille de Sempach comme banneret de Léopold III de Habsbourg.

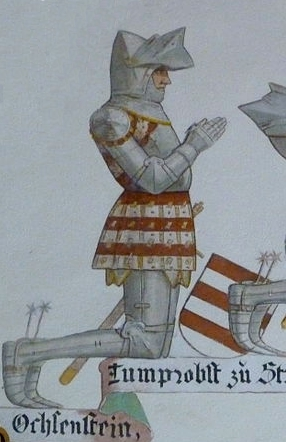
Jean d'Ochsenstein

À la mort d'Otton VI, ses enfants se disputent son héritage. Le château échoit finalement à Otton VII et Rodolphe, Adélaïde s'étant vu refuser tout droit sur la seigneurie, celle-ci étant un « fied masculin dépendant de l'évêché de Metz ». Le domaine des Ochsenstein inclut alors la montagne (Schlossberg) du château d'Ochsenstein, les villages de Lindau, Wolschheim, Furchhausen, Eckwersheim, Geudertheim, Duntzenheim, Eichelberg, Tillermunster, Hengebren...

### Déclin des Ochsenstein
La maison des Ochsenstein décline à partir de la fin du XIVe siècle. Rodolphe II mène de nombreux conflits qui amènent notamment la ville de Strasbourg à assiéger et à prendre le château d'Ochsenstein (probablement uniquement le petit château d'Ochsenstein). Ces conflits et notamment les rançons qui sont versées pour libérer Rodolphe lorsqu'il est fait prisonnier ruinent la famille d'Ochsenstein. 
Rodolphe meurt en 1400. Son fils aîné, Frédéric d'Ochsenstein, épouse Elsa de Deux-Ponts-Bitche. Comme son père, il est mêlé à de nombreux conflits, notamment avec le margrave de Bade. Il est ainsi obligé de lui céder la moitié du château d'Ochsenstein en 1411 après un arbitrage effectué par son beau-père Hanemann II de Deux-Ponts-Bitche.
Frédéric meurt le 17 octobre 1411 sans laisser d'héritier, et c'est donc son frère Volmar qui hérite. Celui-ci était chanoine au chapitre de Strasbourg, mais il obtient l'autorisation de quitter sa charge pour « assurer la pérennité de son lignage ». Ceci n'interrompt pas les tensions entre les Ochsenstein et le margrave de Bade, et Volmar est obligé de reconnaître à ce dernier la jouissance de la moitié du château d'Ochsenstein le 11 novembre 1411. Volmar tente de lutter contre son influence en reconnaissant à Louis IV de Lichtenberg le droit d'ouverture de son château, mais il doit également reconnaître ce droit au margrave et à ses fils en 1417. De plus, pour aider son frère Jean à devenir prévôt du Grand chapitre de Strasbourg, Volmar cède à l'évêque de Strasbourg, Guillaume II de Diest, la moitié du château. 
À la mort de Volmar en 1426 son fils Georges lui succède alors qu'il est encore très jeune. Jean d'Ochsenstein est son tuteur jusqu'à sa majorité en 1442. Georges prend part à son tour à de nombreux conflits. Il se retrouver prisonnier au château de Lichtenberg à la suite de la défaite des Linange face aux Lichtenberg à Reichshoffen en 1451. Libéré pour collecter sa rançon, il ne parvient pas à réunir la somme exigée de 20 000 florins. Il revient donc se constituer prisonnier et passe deux ans dans les prisons du château avant que sa rançon puisse être rassemblée (1454). Georges est à nouveau fait prisonnier au château du Fleckenstein en 1471 et la nouvelle rançon exigée contribue à la ruine de sa Maison. Il décède en 1485 à Heidelberg où il était venu en cure. C'est la fin de la maison des Ochsenstein. La sœur de Georges, Cunégonde, épouse de Henri Ier de Deux-Ponts-Bitche, hérite du domaine.

## Seigneurs d'Ochsenstein

### Numérotation
La numérotation des seigneurs d'Ochsenstein utilisée dans cet article est celle du Nouveau Dictionnaire de biographie alsacienne. Carmona et Trendel, dans leur ouvrage Les Châteaux des Vosges, Les Châteaux autour de Saverne, utilisent celle plus ancienne de Dagobert Fischer Ochsenstein, le château et la seigneurie, 1878, et d'Édouard Sitzmann Dictionnaire de biographie des hommes célèbres de l'Alsace, 1910, qui omet Otton II ce qui décale leur numérotation en conséquence.

### Liste
- Bourcard d'Ochsenstein (? - ?)
- Otton Ier (? - 1241 ?)
- Otton II (? - ?)
- Otton III (? - 1291)
- Otton IV (? - 2 juillet 1298)
- Otton V (? - 19 octobre 1327)
- Otton VI (? - 1377 ou 1378)
- Otton VII (? - ?) et Rodolphe II (? - 1400)
- Frédéric d'Ochsenstein (? - 17 octobre 1411)
- Volmar d'Ochsenstein (? - 1426)
- Georges d'Ochsenstein (? - 1485)